# Margret Brügger
Margret Brügger (* 20. Juli 1927 in Emden; † 20. September 2020 in München; geborene Margarethe Brügger) war eine deutsche Schriftstellerin.

## Leben
Margret Brügger wurde am 20. Juli 1927 in Emden/Ostfriesland geboren. Ihr Vater ist der Mediziner Heinrich Brügger (* 3. Dezember 1895; † 4. November 1976). Im Alter von einem Jahr zog Margret mit ihrer Familie nach Wangen im Allgäu, wo der Vater die Leitung der Kinderheilstätte übernahm.
Nach dem Abitur studierte sie Germanistik, Romanistik und Theologie in Tübingen, München, Lausanne und Paris. Nachdem sie Staatsexamina und Promotion abgelegt hatte, lehrte sie an Gymnasien im Allgäu und in München. Von 1970 bis 1972 leitete sie die Sanatoriumsschule (Heinrich-Brügger-Schule) an der Klinik ihres Vaters. Danach setzte sie sich in München für die Integration körperbehinderter Schüler in Regelschulen ein. Daneben wirkte sie als Schriftstellerin und verfasste zahlreiche Märchen und Gedichte. Am 20. September 2020 starb Margret Brügger in München. Sie wurde in Wangen im Allgäu beigesetzt.

## Werke
- Einsichten: In Geschichten und Gedichten. Murnau 2009.
- Winterlicht: Gedichte, Märchen, Geschichten für die ganze Familie nicht nur zur Weihnachtszeit. Murnau 2006.
- Lichtblicke: Geschichten, Märchen, Gedichte. Murnau 2005.
- Märchen vom dicken Drachen und anderen Tieren. Murnau 1993.
- Traumwege ins Licht. Vlotho 1995.
- Der Weg des Menschen nach der Predigt des Joh. Tauler. o. O. 1955.
- Im Augenblick sein. Baden-Baden 1983.
- Sieg ohne Gewalt. Frankfurt am Main, 2002.
- Die silberne Gondel. Willebadessen 2001.
- Die Schlange mit den goldenen Flügeln. Stolzalpe 2007.
- Bäume. Willebadessen 2007.